# Der Kartograph
Der Kartograph ist ein Spiel des Spieleautors Jordy Adan, das 2019 unter anderem bei Pegasus Spiele erschien. Es handelt sich um ein „Flip & Write“-Spiel, bei dem die bis zu 100 Mitspieler versuchen, die jeweils besten Ländereien zu kartographieren. Das Spiel wurde 2020 als eines von drei Spielen beim Kennerspiel des Jahres nominiert, konnte sich jedoch nicht gegen das kooperative Kartenspiel Die Crew durchsetzen. Beim Deutschen Spielepreis 2020 wurde das Spiel zudem auf den zweiten Platz gewählt.

## Hintergrund und Spielmaterial
Der Kartograph ist ein sogenanntes „Flip & Write“-Spiel, bei dem jeweils Karten aufgedeckt und danach etwas auf einen Block oder Zettel eingetragen wird. Es ist in der gleichen Phantasiewelt angesiedelt wie das Spiel Roll Player. Die Spieler sollen im Auftrag der Königin Gimnax das Land kartieren, diese konkurriert dabei jedoch mit den Dragul, Monstern, die ebenfalls Anspruch auf die Ländereien erheben. Die Spieler versuchen, im Verlauf von vier Jahreszeiten möglichst viele Ruhmpunkte zu erringen, indem sie die Dekrete der Königin so gut wie möglich erfüllen; Gewinner ist der Spieler mit den meisten Ruhmpunkten.
Das Spielmaterial besteht neben der Spielanleitung aus insgesamt 41 Spielkarten sowie 100 doppelseitigen Landkarten-Plänen. Bei den Karten handelt es sich um 13 Erkundungskarten, 16 Wertungskarten sowie jeweils vier Hinterhalt-, Jahreszeiten- und Dekretkarten. Zudem sind vier Bleistifte im Spiel enthalten.

## Spielregeln

### Vorbereitung
Zur Spielvorbereitung bekommt jeder Spieler eine unbeschriebene Landkarte; alle Mitspieler müssen dabei auf der gleichen Landkartenseite spielen. Zudem bekommt jeder Mitspieler ein Schreibwerkzeug. Auf die Landkarte schreibt jeder Spieler seinen Namen oder ein Kürzel, zudem dürfen sie sich einen Titel, einen Namen für die zu entdeckende Provinz und ein Familienwappen ausdenken. Die Dekret-Karten werden in einer Reihe von A bis D offen nebeneinander ausgelegt, daneben kommen die Jahreszeiten-Karten als offener und sortierter Stapel, sodass der Frühling oben über Sommer, Herbst und Winter liegt. Die Wertungskarten werden nach ihrer Rückseite sortiert und die einzelnen Stapel werden gemischt. Die obersten Karten der Stapel werden abgenommen und zufällig jeweils einem Dekret zugeordnet, unter das sie offengelegt werden, während alle anderen Wertungskarten aus dem Spiel genommen werden. Die Erkundungskarten kommen als verdeckter Erkundungsstapel neben die Jahreszeitenkarten, die Hinterhalte werden als verdeckter Stapel oberhalb des Erkundungsstapels bereit gelegt und der oberste Hinterhalt wird verdeckt in den Erkundungsstapel gemischt.

### Spielweise
Der Kartograph wird jeweils über vier Jahreszeiten gespielt, in denen die Mitspieler Ruhmespunkte erhalten können. Jede Jahreszeit besteht dabei aus mehreren Runden, die jeweils in die Phasen Erkunden, Zeichnen und Überprüfen aufgeteilt sind. Jeweils am Ende einer Jahreszeit werden die Ländereien gewertet.
Für das Erkunden wird die oberste Karte des Erkundungsstapels aufgedeckt und offen ausgelegt. Die Karten werden so aufeinandergelegt, dass sie eine leicht versetzte Reihe bilden und die Zeiteinheiten auf allen ausliegenden Karten noch zu erkennen sind. Danach zeichnen alle Spieler gleichzeitig eine Form entsprechend der aufgedeckten Karte auf ihre Landkarten ein und füllen sie mit einer der angegebenen Geländearten (Wald, Dorf, Acker, Wasser oder Gebirge) aus. Die zu zeichnende Form kann überall auf der Landkarte platziert werden und muss nicht an den Rand oder eine zuvor gezeichnete Form angrenzen. Sie darf nicht über den Rand oder auf ein bereits ausgefülltes Feld ragen, wobei die voreingetragen Ödnisfelder als ausgefüllt gelten. Die zu zeichnende Form darf zudem beliebig gedreht oder gespiegelt werden, bevor sie einzeichnet wird. Wurde eine Karte mit dem Ruinensymbol aufgedeckt, wird sie ebenfalls ausgelegt und es wird direkt eine weitere Karte aufgedeckt. Die Form der nächsten Erkundungskarte muss in dem Fall so eingezeichnet werden, dass sie auf mindestens ein aufgedrucktes Ruinen-Feld ragt. Über die Wahl der Form kann ein Spieler zudem Münzen gewinnen; zudem bekommt ein Spieler jeweils eine Münze, wenn er alle vier Felder, die an ein Gebirgs-Feld angrenzen, ausgefüllt hat. Ist es einem Mitspieler nicht möglich, eine Form von der Karte einzuzeichnen, oder wurde das „Splitterland“ aufgedeckt, muss er eine Form der Größe 1×1 Kästchen einzeichnen und mit einer Geländeart seiner Wahl ausfüllen. Wurde ein Hinterhalt aufgedeckt, geben alle Spieler ihre Landkarten an die jeweils linken oder rechten Nachbarn. Diese zeichnen die vorgegebene Form ein und füllen sie mit der Geländeart „Monster“, bevor sie die Karte zurückgeben.
Nachdem alle Spieler ihre Landschaften eingezeichnet haben, wird überprüft, ob die Jahreszeit zu Ende ist. Der Frühling und der Sommer dauern immer mindestens acht Zeiteinheiten, der Herbst mindestens sieben und der Winter mindestens sechs. Zur Ermittlung der Zeiteinheiten werden die jeweiligen Werte der aufgedeckten Karten addiert; erreicht oder übersteigt diese Summe den Wert auf der Jahreszeitenkarte, ist diese beendet. Am Ende jeder Jahreszeit findet jeweils eine Wertung statt, in der Ruhmpunkte entsprechend der Wertungskarten an den Dekreten verteilt werden. Die jeweilige Jahreszeitenkarte gibt an, welche beiden Dekrete in der gerade zu Ende gehenden Jahreszeit gewertet werden. Zusätzlich zu den über diese Wertungskarten erhaltenen Ruhmpunkte bekommt jeder Spieler einen Ruhmpunkt für jede Münze in der eigenen Schatztruhe und verliert jeweils einen Ruhmpunkt für jedes leere Feld, das an ein oder mehrere Monster-Felder angrenzt.
Das Spiel endet nach der Wertung der vierten Jahreszeit, dem Winter. Gewinner ist der Spieler mit der höchsten Gesamtpunktzahl und bei einem Gleichstand derjenige, der insgesamt weniger Ruhmpunkte durch leere, an Monster-Felder angrenzende Felder verloren hat.

## Ausgaben und Rezeption
Der Kartograph wurde von dem Spieleautor Jordy Adan entwickelt und erschien 2019 bei Thunderworks Games in den Vereinigten Staaten sowie international bei verschiedenen Spieleverlagen in Lizenz. In Deutschland wurde es bei Pegasus Spiele in Zusammenarbeit mit Thunderworks veröffentlicht, auf Französisch erschien es bei Intrafin Games. Weitere Ausgaben erschienen auf Portugiesisch (Grok Games, Ludofy Creative), auf Spanisch (Gen-X Games), auf Italienisch (Raven Distribution), auf Polnisch (Ogry Games), auf Tschechisch (REXhry), auf Ungarisch (Reflexshop), auf Koreanisch (Mandoo Games), auf Chinesisch (Wood Games) und auf Russisch (Hobby World).
Das Spiel wurde in zahlreichen Rezensionen überwiegend positiv beschrieben. Der Spielekritiker Wieland Herold etwa bezeichnete es in seinem Blog „Mit 80 Spielen durch das Jahr“ als „wahre Perle“ und schreibt:

„Adans Idee ist nicht komplex, die Regeln sind schnell verstanden. Die Komplexität ergibt sich aus der optimalen Erfüllung der jeweiligen Aufgabenstellung. Da gilt es abzuwägen, ob man sich nur auf zwei Wertungsbereiche konzentriert, um dort voll abzusahnen, oder ob man eine breite Streuung bevorzugt. Wichtig ist eventuell die frühe Goldnutzung, da sie viermal in die Wertung eingeht. Insgesamt, unterstützt durch die wunderbare grafische Umsetzung, ist Der Kartograph ein herausragendes Spiel, dessen Landschaftsentwurf ich mich morgen gerne wieder stelle. Für mich steht es auf der Ebene von Welcome to, besitzt aber eindeutig das bessere Regelwerk.“

Es wurde 2020 gemeinsam mit The King’s Dilemma und Die Crew als Kennerspiel des Jahres nominiert, den Preis gewann allerdings Die Crew. Laut der Jury des Kritikerpreises „erleben die Spieler [die Erkundungsreise] ohne spielmechanischen Ballast: In seiner Struktur ist „Der Kartograph“ vollkommen klar, lässt aber Raum für verschiedene Spieltaktiken. Die abwechslungsreichen Kombinationen der königlichen Aufträge fordern dabei stets aufs Neue heraus.“ Beim Deutschen Spielepreis 2020 wurde das Spiel zudem auf den zweiten Platz gewählt, auch hier hinter Die Crew.

## Belege
1. 1 2 3 4 5 6 7 8 9  Offizielle Spielregeln für Der Kartograph, Pegasus 2019.
2. ↑  Versionen von Der Kartograph in der Spieledatenbank BoardGameGeek (englisch); abgerufen am 13. September 2020
3. ↑  Wieland Herold: Der Kartograph, Rezension auf dem Blog „Mit 80 Spielen durch das Jahr“, 20. Dezember 2019; abgerufen am 13. September 2020.
4. ↑  Die Gewinner 2020 stehen fest auf der Website des Spiel des Jahres e.V., 20. Juli 2020; abgerufen am 13. September 2020.
5. ↑  Der Kartograph auf der Website des Spiel des Jahres e.V.; abgerufen am 13. September 2020.
6. ↑  Deutscher Spielepreis, die Preisträger 2020 (Memento des Originals vom 3. November 2020 im Internet Archive)  Info: Der Archivlink wurde automatisch eingesetzt und noch nicht geprüft. Bitte prüfe Original- und Archivlink gemäß Anleitung und entferne dann diesen Hinweis.; abgerufen am 14. September 2020.